# Hokeista Roku na Białorusi
Hokeista Roku na Białorusi – nagroda przyznawana corocznie najlepszemu białoruskiemu hokeiście. 
Najczęściej wyróżniani nagrodą byli dotąd Andriej Miezin i Michaił Hrabouski, których honorowano po cztery razy. 

## Nagrodzeni
| Rok  | Zawodnik              | Klub                               |
| ---- | --------------------- | ---------------------------------- |
| 2020 | Andrej Kascicyn       | Dynama Mińsk                       |
| 2019 | Geoff Platt           | Jokerit                            |
| 2018 | Pawieł Warabiej       | Kunlun Red Star                    |
| 2017 | Jauhien Lisawiec      | Dynama Mińsk                       |
| 2016 | Andrej Staś           | Nieftiechimik Niżniekamsk          |
| 2015 | Alaksiej Kalużny      | Dynama Mińsk                       |
| 2014 | Michaił Hrabouski     | Washington Capitals                |
| 2013 | Michaił Hrabouski     | CSKA Moskwa / Toronto Maple Leafs  |
| 2012 | Wital Kowal           | Torpedo Niżny Nowogród             |
| 2011 | Michaił Hrabouski     | Toronto Maple Leafs                |
| 2010 | Alaksiej Kalużny      | Dinamo Moskwa                      |
| 2009 | Michaił Hrabouski     | Toronto Maple Leafs                |
| 2008 | Andrej Kascicyn       | Montréal Canadiens                 |
| 2007 | Aleh Antonienka       | Dynama Mińsk                       |
| 2006 | Andrej Miezin         | Saławat Jułajew Ufa                |
| 2005 | Andrej Miezin         | SKA Sankt Petersburg               |
| 2004 | Rusłan Salej          | Anaheim Ducks                      |
| 2003 | Rusłan Salej          | Anaheim Ducks                      |
| 2002 | Uładzimir Cypłakou    | Ak Bars Kazań                      |
| 2001 | Dzmitryj Starascienka | CSKA Moskwa                        |
| 2000 | Uładzimir Cypłakou    | Los Angeles Kings / Buffalo Sabres |
| 1999 | Andrej Miezin         | Nürnberg Ice Tigers                |
| 1998 | Andrej Miezin         | Flint Generals                     |
| 1997 | Andrej Skabiełka      | Łokomotiw Jarosław                 |
| 1996 | Alaksandr Andryjeuski | HPK                                |
| 1995 | Wasil Pankou          | Tiwali Mińsk                       |
| 1994 | Andrej Skabiełka      | Tiwali Mińsk                       |
| 1993 | Eduard Zankawiec      | Dynama Mińsk                       |
| 1992 | Uładzimir Cypłakou    | Dinamo Moskwa                      |
| 1991 | Alaksandr Szumidub    | Dynama Mińsk                       |
| 1990 | Michaił Zacharau      | Dynama Mińsk                       |